# SNHG6
SNHG6，全称小核仁RNA宿主基因6（英語：Small nucleolar RNA host gene 6），是人类基因组中的一个长链非编码RNA基因，位于8号染色体，在肝細胞癌中与miR-26有关。